# Manager (luta profissional)

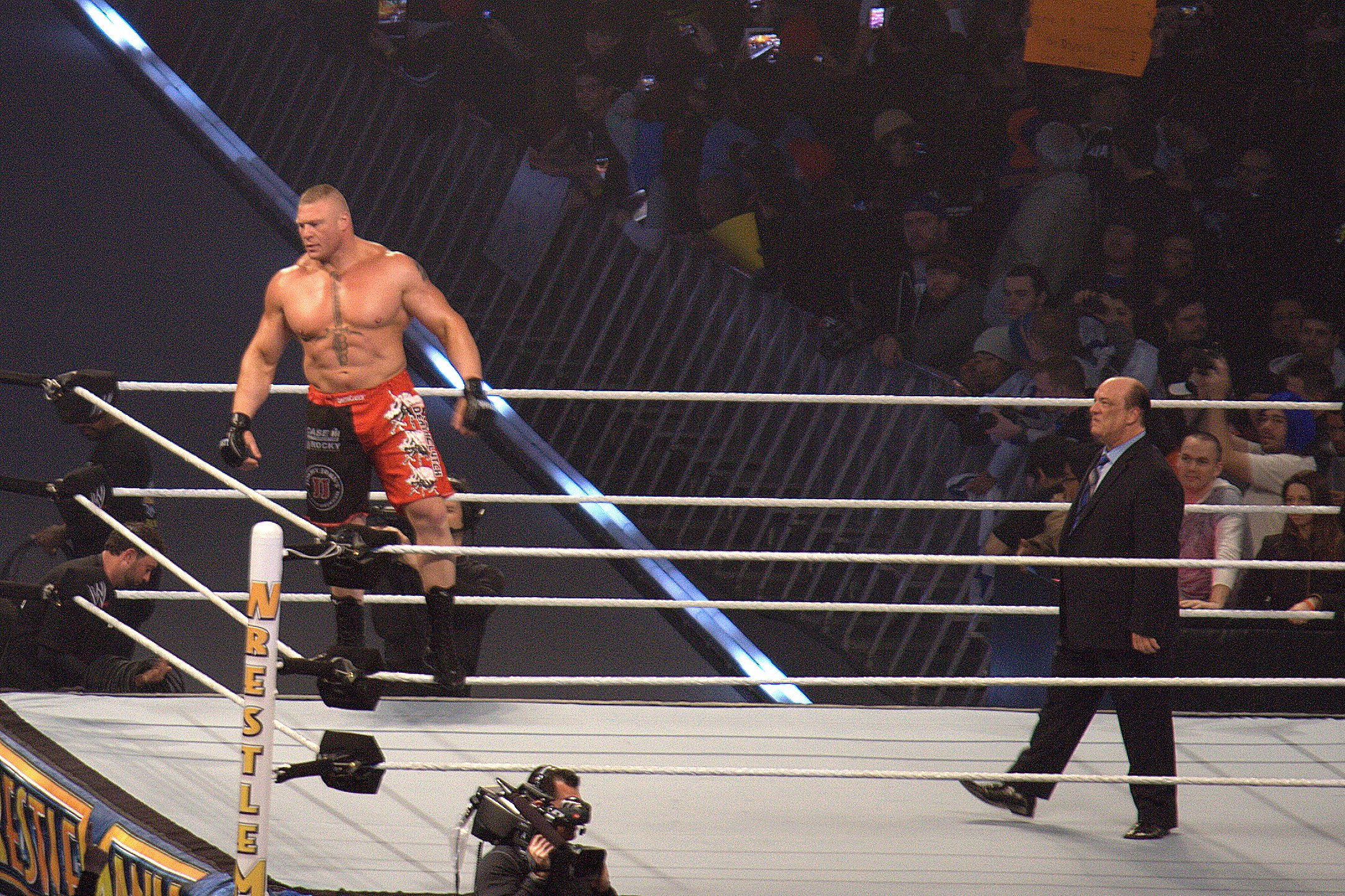
Brock Lesnar com seu manager Paul Heyman na WrestleMania 29.

Manager na luta profissional é a pessoa que (kayfabe) assessora e coordena a carreira de um lutador durante os shows, muitas vezes fechando os contratos das lutas com os dirigentes da federação e fazendo promos junto com o lutador.  
O manager se diferencia de valet por este em geral ser do sexo oposto ao do lutador ou lutadora e ter função apenas de acompanhá-lo e incentivá-lo no ringue. 